# Maria Borcsa
Maria Borcsa (geboren am 9. April 1967 in Braşov, Rumänien als Angehörige der ungarischen Minderheit) ist eine in Deutschland lebende Diplom-Psychologin und Vertreterin der „vierten Generation“ der systemischen Paar- und Familientherapie in Europa.

## Werdegang
Maria Borcsa studierte Psychologie, Philosophie und Soziologie an den Universitäten von Mainz, Freiburg im Breisgau (Deutschland) und Straßburg (Frankreich). An der Albert-Ludwigs-Universität Freiburg schloss sie 2001 ihre Promotion im Forschungsprojekt Sonderforschungsbereich „Identitäten und Alteritäten“ mit einer Dissertation über geburtsblinde Menschen aus drei Generationen ab. Anschließend war sie von 2003 bis 2004 Teaching Associate in Clinical Psychology/Qualitative Methods an der „Five-Star“-School of Psychology, University of Wales, Bangor, GB tätig.
In den 1990er Jahren absolvierte sie eine Ausbildungen in Verhaltenstherapie (Universitätsklinik Freiburg), Systemischer Einzel- und Familientherapie (Systemische Gesellschaft) und in Systemischer Supervision und Institutionsberatung (IF Weinheim). Sie verfügt über eine deutsche Approbation als Psychologische Psychotherapeutin, ein Zertifikat der European Association of Psychotherapy (EAP) und seit 2000 die kassenärztliche Zulassung. Neben ihrer psychotherapeutischen Tätigkeit in eigener Praxis ist sie international als Supervisorin und Trainerin in Systemischer Beratung, Einzel- und Familientherapie tätig.
Seit 2004 ist sie Professorin für Klinische Psychologie an der Hochschule Nordhausen (Thüringen) am Fachbereich Wirtschafts- und Sozialwissenschaften und war von 2008 bis 2013 Dekanin des Fachbereichs. Sie ist Begründerin des interdisziplinären Masterstudiengangs Systemische Beratung (M.A.), einer Kooperation zwischen der Hochschule Nordhausen und dem Institut IF Weinheim und Mitbegründerin des Instituts für Sozialmedizin, Rehabilitationswissenschaften und Versorgungsforschung (ISRV).
Maria Borcsa entwickelte eine redaktionelle Tätigkeit, die die Mitherausgabe der Zeitschriften Psychotherapie im Dialog und Systeme umfasste. Sie ist Mitglied in den Editorial Boards der Fachzeitschriften Family Process, Journal of Family Therapy, Contemporary Family Therapy, Feedback. Journal of the Family Therapy Association of Ireland, und Testing, Psychometrics, Methodology in Applied Psychology und der Encyclopedia of Couple and Family Therapy (Springer International). Eigene Publikationen finden sich in deutscher, englischer, französischer, italienischer, spanischer und griechischer Sprache. Weiterhin tat sie sich als Organisatorin wissenschaftlicher Konferenzen hervor (u. a. EFTA, Athen 2016; QRMH7 – Qualitative Research in Mental Health, Berlin 2018; QRMH8 – Qualitative Research in Mental Health; Malta 2021).
Ihr ehrenamtliches Engagement auf nationaler und europäischer Ebene umfasst ihre Tätigkeit als Vorstandsmitglied der Systemischen Gesellschaft (Deutsche Gesellschaft für systemische Forschung, Therapie, Supervision und Beratung) (2005–2011), als Vorstandsmitglied der European Family Therapy Association (EFTA) (2007–2016) und als 1. Vorsitzende der Kammer der Nationalen Familientherapie-Organisationen (NFTO) der EFTA (2010–2013). Von 2013 bis 2016 war sie Präsidentin der EFTA. In der Zeit als EFTA-Präsidentin gründete sie die Springer EFTA Book Series, deren Mitherausgeberin sie ist. Im Jahre 2019 erhielt sie eine Auszeichnung der EFTA für ihre Exzellenz im Bereich der Familientherapieforschung und der systemischen Praxis. Sie ist Ehrenmitglied der Hellenic Systemic Thinking & Family Association (HESTAFTA).

## Leistungen
Ihre Aktivitäten konzentrieren sich auf die Veränderungen des Beziehungslebens durch die Globalisierung und die Nutzung digitaler Technologien. Maria Borcsas Arbeit fokussiert sich auf transkulturelle Aspekte im Leben von Einzelpersonen, Paaren, Familien und größeren Systemen. „Globalisierte Familien“ sind transnationale Familien, die Familienbande über verschiedene Länder und Sprachen hinweg aufrechterhalten, wobei die Stärkung ihrer Bindungen oft durch den Einsatz von Informations- und Kommunikationstechnologien (ICT) erleichtert wird. Dem Einfluss von ICTs auf Familienbeziehungen sowie deren Einsatz in Paar- und Familientherapie, Training und Supervision gilt in den letzten Jahren ihr besonderes Interesse.

## Schriften (Auswahl)
- mit P. Stratton (Hrsg.): Origins and Originality in Family Therapy and Systemic Practice. (=EFTA Book Series, Band 1), Springer, Cham 2016
- mit P. Rober (Hrsg.): Research Perspectives in Couple Therapy. Discursive Qualitative Methods. Springer, Cham 2016
- C. Nikendei (Hrsg.): Psychotherapie nach Flucht und Vertreibung. Eine praxisorientierte und interprofessionelle Perspektive auf die Hilfe für Flüchtlinge. Thieme, Stuttgart 2017
- Globalisierte Familien. Mobilität und Mediatisierung im 21. Jahrhundert. Vandenhoeck & Ruprecht, Göttingen 2019
- mit I. Daure: Les génogrammes d’aujourd’hui: La clinique systémique en mouvement. ESF sciences humaines, Paris 2020
- mit M. Ochs, J. Schweitzer (Hrsg.): Systemic Research in Individual, Couple, and Family Therapy and Counseling. (=EFTA Book Series, Band 4), Springer International, Cham 2020
- mit C. Willig (Hrsg.): Qualitative Research Methods in Mental Health. Innovative and Collaborative Approaches. Springer, Cham 2021
- mit P. Jakob, J. Olthof und A. von Schlippe (Hrsg.): Handbuch Narrative Praxis. Vandenhoeck & Ruprecht, Göttingen 2022
- mit J. Hille, K. Gdowska, M. Kansy: „Ja, denn ich lebe generell schon jetzt ein sesshaftes Leben“ - Ambiguität(en) in Erzählungen von Familien mit einer Vertreibungsgeschichte. In P. Jakob, M. Borcsa, J. Olthof, und A. von Schlippe (Hrsg.): Handbuch Narrative Praxis (p. 468 – 481) Vandenhoeck & Ruprecht, Göttingen, 2022